# GQM
GQM, sigla dell'inglese goal, question, metric ("obiettivo, domanda, metrica"), è un approccio di metrica del software che è stato promosso da Victor Basili.
Il GQM definisce un modello di misura su tre livelli:
1. Livello concettuale (goal): l'obiettivo prefissato.
2. Livello operativo (question): viene utilizzato un insieme di domande per definire i modelli dell'oggetto di studio e ciò su cui esso si deve focalizzare per raggiungere un obiettivo specifico.
3. Livello quantitativo (metric): una serie di metriche, basate sui modelli, viene associata a ogni domanda con l'intento di rispondere in modo misurato.

Di solito il modello GQM viene descritto come un processo a sei fasi dove le prime tre riguardano quali obiettivi fissare per identificare le giuste metriche, mentre le altre tre fasi riguardano i dati ottenuti e il rendere effettivi i risultati delle misure per prendere decisioni.